# 北中西部
北中西部 （きたちゅうせいぶ）とは、アメリカ合衆国中西部の北部、五大湖からその西部一帯にかけての地域のこと。範囲について統一された定義はないが、おおよそミシガン州、ウィスコンシン州、ミネソタ州、アイオワ州、ノースダコタ州、サウスダコタ州の6州を合わせた地域を指す。アッパー・ミッドウエスト（英：Upper Midwest ）ともいう。